# NK Galeb Zagreb
Nogometni klub Galeb Zagreb bio je hrvatski nogometni klub iz Zagreba. Postojao je do 1961.